# 巴特勒鎮區 (阿肯色州洛諾克縣)
巴特勒鎮區（英語：Butler Township）是位於美國阿肯色州洛諾克縣的一個行政鎮區。

## 地方資料
巴特勒鎮區的面積為97.85平方千米，當中陸地面積為97.43平方千米，而水域面積為0.42平方千米。根據2010年美國人口普查的數據，當地共有人口3050人，而人口密度為每平方千米31.17人。